# 이수 (위위)
이수(李壽, ? ~ 기원전 90년)는 전한 중기의 관료이다.

## 생애
정화 2년(기원전 91년), 무고의 난을 일으켰으나 진압당한 여태자는 호(湖)로 달아나 한 민가에 숨어 살았는데, 발각되어 포위되고 말았고, 탈출할 수 없게 되자 목을 맸다. 병졸 장부창은 문을 걷어차 열었고, 신안령사(新安令史) 이수가 급히 줄을 끌러 여태자를 거두었으나, 이미 숨진 후였다. 비록 생포하지는 못하였으나, 공로를 인정받아 이수는 우후(邘侯)에 봉해지고 식읍 150호를 받았다.
이듬해, 위위 신분으로써 함부로 장안을 빠져나와 이광리를 배웅하고, 또 사람을 시켜 방사를 죽이려 한 죄로 주살되었다.

## 출전
- 반고, 《한서》 권17 경무소선원성공신표·권19하 백관공경표 下·권63 무오자전

| 전임 노박덕 | 전한의 위위 기원전 90년 | 후임 불해 |

| 전임 (첫 봉건) | 전한의 우후 기원전 91년 9월 ~ 기원전 90년 | 후임 (폐지) |